# یوهانس ویسلیسنوس
یوهانس ویسلیسنوس (آلمانی: Johannes Wislicenus؛ ۲۴ ژوئن ۱۸۳۵ – ۵ دسامبر ۱۹۰۲) یک شیمی‌دان اهل آلمان بود.
وی همچنین برنده جوایزی همچون مدال دیوی شده‌است.